# Kopet Dag
Kopet Dag (turkmensky Köpetdag, persky کپه داغ / Koppeh Dāgh‎) je vyprahlé pohoří, které se od východního pobřeží Kaspického moře táhne podél hranic Turkmenistánu a Íránu směrem k jihovýchodu. Na severu klesá do pouště Karakum ve středoasijské Turanské nížině, na jihu ho údolí řeky Atrak odděluje od Kūh-e Bīnālūdu. Jedná se o pustou a bezlesou krajinu, budovanou především měkkými druhohorními pískovci a vápenci. Nejvyšší vrchol je Hezármasdžet (3 147 m), nejvyšším vrcholem turkmenské části pohoří je hraniční hora Reza (2 942 m).
Zvláštností těchto hor je krasová Bandacherská jeskyně s v nitru teplým jezerem Durun (až 37 °C). Zemětřesení zde bývají občasná, ale velmi silná. K tomu se přidávají náhlé silné přívalové lijáky, vyvolávající laviny bahna a kamení (mury). V ohrožení tímto přírodním nebezpečím je zejména město Ašchabat (hlavní město Turkmenistánu) ležící na severu masivu.

## Názvosloví
Kopet Dagh znamená turmensky „Mnoho hor“, ale místní obyvatelé tyto hory pojmenovali jako Měsíční hory.[zdroj?]